# 2014년 북대서양 허리케인
2014년 북대서양 허리케인(2014 Atlantic hurricane season)은 2014년에 북대서양에서 발생한 허리케인들을 기록한 문서이다. 북대서양 허리케인은 주로 6월 1일과 11월 30일 사이에 발생하나, 연중 어느 때나 발생할 수 있다. 7월 1일 허리케인 아서의 발생을 시작으로, 한 해 동안 9개의 열대저기압, 8개의 열대폭풍, 6개의 허리케인, 2개의 메이저 허리케인이 발생하였다.

## 통계

### 월별 허리케인 발생 개수
| -                                      | 1월   | 2월   | 3월   | 4월     | 5월       | 6월       | 7월       | 8월       | 9월       | 10월      | 11월      | 12월      |
| -------------------------------------- | ----- | ----- | ----- | ------- | --------- | --------- | --------- | --------- | --------- | --------- | --------- | --------- |
| 2014년                                 | 0 (0) | 0 (0) | 0 (0) | 0 (0)   | 0 (0)     | 0 (0)     | 1 (1)     | 2 (3)     | 2 (5)     | 3 (8)     | 0 (8)     | 0 (8)     |
| 164년 평균 1851년~2014년               | 0 (0) | 0 (0) | 0 (0) | 0 (0.0) | 0.1 (0.1) | 0.5 (0.6) | 0.7 (1.3) | 2.3 (3.6) | 3.5 (7.1) | 2.0 (9.1) | 0.5 (9.6) | 0.1 (9.8) |
| - 괄호 안의 숫자는 누적 열대폭풍 수임. |       |       |       |         |           |           |           |           |           |           |           |           |

- 164년 평균으로 1년 동안 열대폭풍 발생 개수가 9.8개인데 비해, 2014년에는 1년 동안 8개가 발생하여 평균보다 낮은 수치를 기록하였다. 2013년 기록인 14개보다도 적은 개수의 열대폭풍이 발생하였다.
- 164년 평균 기록에서는 3.5개로 9월에 열대폭풍 발생이 가장 잦다. 2014년에는 10월에 3개가 발생하여 열대폭풍 발생이 가장 많은 달이 되었다.

### 특징
폭풍누적에너지(ACE, Accumulated Cyclone Energy)는 약 67로, 30년 평균인 92보다 매우 낮은 수치를 기록하였다. 이는 발생한 허리케인들이 많지 않았으며, 발생한 허리케인들도 비교적 약했고, 또한 짧게 활동했음을 시사한다. 그 중 약 1/3을 허리케인 곤잘로 (25.9725)가 차지했다.
- 2014년에 발생한 열대폭풍 개수는 8개로, 1997년 이후 최저이다.

### 은퇴한 이름
2014년에는 은퇴한 허리케인 이름이 없어, 2020년에 그대로 쓰일 예정이다.

## 활동한 허리케인[2]

### 제1호 허리케인 아서
제1호 허리케인 아서(Arthur)는 미국 동부에서 서대서양에 진출한 온대성 저기압이 열대 저기압으로 바뀌어 7월 1일 오전 제1호 열대저기압으로 지정되었다. 이후 꾸준히 발달하여 12시간 후에는 열대폭풍 아서로, 7월 3일에는 허리케인 아서로 발달하였다. 최성기를 맞이한 이후 7월 4일 오전 4시 15분 허리케인 아서는 미국 노스캐롤라이나주에 상륙하였다. 이어서 아서는 미국 북동부 해안을 따라 진행하다가 캐나다 노바스코샤주에 상륙하기 전에 온대저기압으로 변질되었다.

### 제2호 열대저기압
7월 17일, 한 열대 파동이 아프리카 서부 해상에 진출하여 서진하였다. 7월 19일, 카보베르데 서쪽 약 250 해리 (465 km) 부근 해상에서 이 열대 파동으로부터 저기압이 발생하였다.

### 제3호 허리케인 버사
제3호 허리케인 버사(Bertha)는 8월 1일 국제시 3시에 열대폭풍으로 발달하였다. 버사는 허리케인 헌터의 측정치에 따라 1등급 허리케인으로 반영되었고, 전성기를 맞이하였다. 하지만 점차 약화되었고 8월 6일 비열대성 저기압 (Post-Tropical Cyclone)으로 약화되었다. 허리케인 버사의 렘넌트 저기압은 영국에 영향을 줘서 영국에 폭우, 뇌우, 토네이도 등이 발생하였다.

### 제9호 열대폭풍 해나
열대폭풍 해나 (Hanna)는 동태평양 열대폭풍 트루디가 약화되어 남은 중층 순환으로부터 발생하였다. 10월 21일 자정 멕시코 베라크루스 동쪽 약 60 해리 (110 km) 부근 해상에서 이 중층 순환에서 약한 표층 저기압이 발생하였다. 점차 대류가 활발해져, 이 저기압은 10월 22일 자정 멕시코 캄페체 (Campeche) 서쪽 약 150 해리 (280 km) 부근 해상에서 제9호 열대저기압으로 지정되었다. 그러나 좀처럼 발달하지 못하였고, 결국 다음날 자정 유카탄반도에 상륙하기 직전 저기압으로 약화되었다. 저기압은 10월 24일 카리브 해 북서부에 진입하였다. 비록 수온이 높은 곳에 위치해 있었으나, 윈드 시어가 강했고 건조한 상태가 유지되어, 이 저기압은 주변에 있었던 전선과 상호작용하게 되어 10월 25일 자정 기압골로 약화된 후 남동진하였다. 전선은 다음날 약화되어 남동진하다가 남쪽으로 방향을 튼 기압골이 발달하기에 유리했다. 그리하여 10월 26일 정오 니카라과-온두라스 국경 동북동쪽 약 100 해리 (185 km) 부근 해상에서 기압골은 닫힌 저기압으로 발달하였고, 강한 대류가 지속되면서 12시간 후 국경 동쪽 약 70 해리 (130 km) 부근 해상에서 열대저기압으로 재지정되었다. 열대저기압은 곧 열대폭풍으로 발달하여 미국 국립 허리케인 센터에 의해 '해나'라는 이름을 부여받았다. 그러나 더 이상 발달하지 못하고 10월 27일 오후 4시 니카라과 북동쪽 끝에 상륙하였다. 열대폭풍 해나는 다시 열대저기압으로 약화된 후 10월 28일 오전 6시 저기압으로 약화되었다. 같은 날 이 저기압은 온두라스 만에 진입하여 재발생의 조짐을 보였으나, 10월 29일 오전 3시 벨리즈에 상륙하면서 다시 열대저기압으로 지정되지는 못했다. 저기압은 같은 날 과테말라 북서부에서 소멸하였다.

## 같이 보기
- 2014년 동태평양 허리케인
- 2014년 태풍
- 2014년 북인도양 사이클론